# Bahnradsport
Der Bahnradsport umfasst die Radrennen, die auf einer Radrennbahn ausgeübt werden. Er gehört seit seiner Entstehung zum Programm der Olympischen Sommerspiele. Die Bahn wird gegen den Uhrzeigersinn befahren.
Seit 1893 werden Bahnradsport-Weltmeisterschaften ausgetragen und seit 1899 Sechstagerennen in der heutigen Form. Der Bahn-Weltcup wurde im Jahre 2003 eingeführt und bestand bis 2020. Er wurde abgelöst durch den UCI Track Cycling Nations’ Cup, der zusammen mit den Weltmeisterschaften und der UCI Track Champions League zu den Hauptereignissen auf der Bahn zählt. Alle fünf Kontinentalverbände der UCI halten eigene Meisterschaften ab, so in Europa, in Afrika, in Amerika, in Asien und in Ozeanien.

## Geschichte des Bahnradsports
Die Geschichte des Bahnradsports beginnt im 19. Jahrhundert. Die ersten Bahnrennen der Welt wurden am 31. Mai 1868 im Park von Saint-Cloud bei Paris ausgetragen. Ein Sieger wurde der Engländer James Moore mit einem Vorsprung von 20 Metern in 3:50 Minuten. Während er dieses Rennen noch mit einem Serien-Michaux-Veloziped bestritt, fuhr er später mit einem für seine Zeit hochmodernen Suriray-Veloziped, welches bereits Kugellager, Vollgummireifen auf Metallfelgen und ein 1,15 Meter großes Vorderrad besaß. Das Hinterrad war halb so groß.

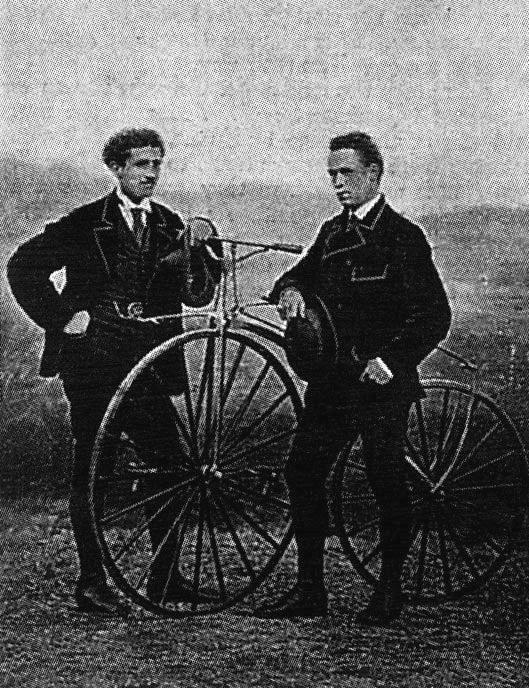
James Moore (rechts) und der zweitplatzierte Jean-Eugène-André Castera beim Straßenrennen Paris–Rouen 1869 am 7. November 1869 mit einem Michaux-Veloziped

Diese Rennen am 31. Mai 1868 bei Paris über eine Distanz von 1200 Metern, eine Art Flieger- oder Sprintrennen, wird als das erste Bahnrennen überhaupt bezeichnet und fand auf einer Erdbahn mit leicht überhöhten Kurven statt.
Um 1880 wurden dann in den USA und Europa immer mehr Radrennbahnen gebaut. In Deutschland errichtete der „Münchner Velociped-Club“ die erste Bahn (333 Meter), auf der am 26. Juni 1880 das erste Rennen stattfand. Als eigentliches „Geburtsjahr“ des deutschen Bahnradsports wird jedoch der 31. Juli 1881 gefeiert, in dem der Münchner Club ein Bahnrennen veranstaltete, bei dem erstmals auch ausländische Konkurrenz an den Start ging.
Die achtziger und neunziger Jahre waren geprägt von der Konstituierung nationaler Verbände. Mit der Gründung des „Deutschen Radfahrer Bundes“ 1884, der sich 1919 in den heutigen „Bund Deutscher Radfahrer“ umbenannte, wurde auch der Grundstein zur Durchführung von Meisterschaften gelegt.
1900 wurde der Internationale Radsport-Weltverband gegründet. Die Union Cycliste Internationale (UCI) betreute zunächst Profis wie Amateure gleichermaßen. 1965 spalteten sich mit der FICP für Berufsrennfahrer und der FIAC für Amateure zwei Unterverbände ab, die sich erst nach der Einführung der Eliteklasse 1996 wieder auflösten.
Die erste Weltmeisterschaft der Amateur-Steher und -Sprinter fand 1893 in Chicago statt. 1894 wurde August Lehr in Antwerpen erster deutscher Bahn-Weltmeister.
1895 wurden in Köln, wo man eigens eine neue Asphaltbahn baute (= Radrennbahn und Motorsport-Rennstrecke in Köln-Riehl), die ersten Weltmeisterschaften der Profis ausgetragen. Im Sprint der Amateure siegte der Niederländer Jaap Eden, bei den Profis der Belgier Robert Protin. Bei den Profi-Stehern gewann Jimmy Michael (Großbritannien), bei den Amateur-Stehern Mathieu Cordang (Niederlande).

1896 stand der Bahnradsport auf dem Programm der I. Olympischen Spiele in Athen. In den Disziplinen Sprint, 1000-Meter-Zeitfahren, 5000-Meter-Fahren, 10.000-Meter-Fahren, 100-Kilometer-Fahren und dem 12-Stunden-Rennen wurden die ersten Bahnolympiasieger ermittelt.

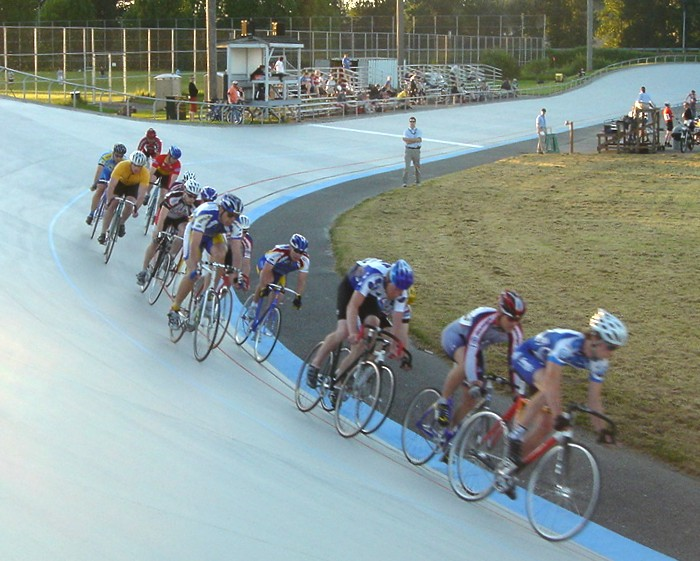
Radrennen auf einer Freiluft-Radrennbahn

## Technische Besonderheiten von Bahnrädern
Die technische Beschaffenheit von Bahnrädern ist durch die UCI genau festgelegt und auf das technische Notwendige begrenzt. Bahnräder müssen vor allem auf die besonders hohen Kräfte (u. a. Beschleunigung, Richtungsänderungen und Fliehkräfte in Kurven) ausgelegt sein, daher kommt es weniger auf das Gewicht, sondern die Stabilität an. Um bei der hohen Geschwindigkeit und den engen Verhältnissen auf der Bahn die Gefahr von Stürzen zu verringern, besitzen Bahnräder weder Bremsen noch einen Freilauf, sondern verwenden einen starren Gang.
Um nicht auf Gegner aufzufahren, nimmt der Fahrer etwas Druck vom Pedal (ohne zu kontern) und weicht – vor allem nach rechts/oben – aus. Durch die Bahnüberhöhung und den entstehenden weiteren Weg vergrößert sich sofort der Abstand zum Vordermann. Im Notfall kann die Geschwindigkeit auch durch Kontern, d. h. Gegenhalten mit Muskelkraft gegen das sich drehende Pedal, verringert werden. Ein weiterer Grund für das Fehlen des Freilaufs ist die Stabilisierung des Rades und die Sicherheit. Tritt ein Fahrer unablässig weiter, kann er Lenkmanöver kontrollierter ausführen.
Um bei bestimmten Lenkmanövern ein Aufschlagen mit den Pedalen auf die Bahn zu verhindern, ist das Tretlager der Bahnräder im Vergleich zu Straßenrennrädern um etwa zwei bis vier Zentimeter nach oben verlagert.
Der Reifendruck bei Bahrädern ist relativ hoch. Auch ist der Rahmen besonders starr. Beides ist im Vergleich zu Straßenrädern auch deshalb möglich, weil die Bahn kaum Unebenheiten aufweist, die die Haftung reduzieren würden.

## Disziplinen
Man unterscheidet beim Bahnradsport im Wesentlichen zwischen Kurzzeit- und Ausdauerdisziplinen.

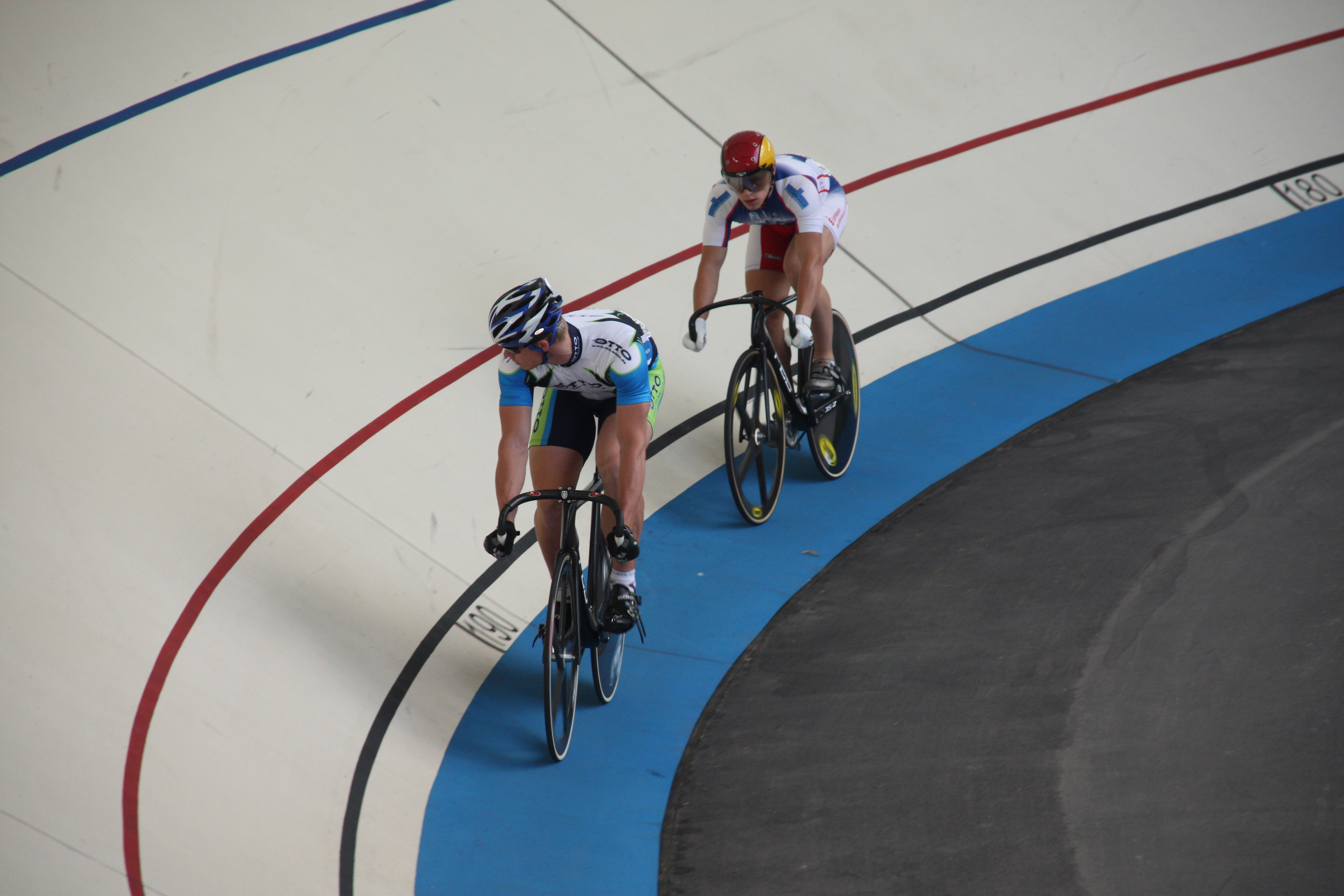
Erste Runde eines Sprintlaufs zwischen Sebastian Döhrer (v.) und Marc Schröder bei den Deutschen Meisterschaften 2009 in Erfurt

### Kurzzeitdisziplinen
- Sprint (auch „Fliegerrennen“, früher „Malfahren“)
- Tandemrennen
- Teamsprint
- Keirin
- Zeitfahren
- Longest lap

### Ausdauerdisziplinen
- Einerverfolgung
- Mannschaftsverfolgung
- Scratch
- Punktefahren
- Ausscheidungsfahren
- Zweier-Mannschaftsfahren (auch Madison bzw. Américaine)
- Derny- und Steherrennen
- Temporennen

### Sechstagerennen
Die Sechstagerennen wurden zunächst als Einzelwettbewerbe ausgetragen und später als Zweier-Mannschaftsfahren. Die modernen Sechstagerennen beinhalten darüber hinaus eine Vielzahl von Einzel- und Mannschaftswettbewerben sowohl aus dem Kurzzeit- als auch aus dem Ausdauerbereich.

### Omnium
Das Omnium ist ein Vielseitigkeitswettbewerb, der sich ursprünglich aus Kurzzeit- und Ausdauerdisziplinen zusammensetzte und seit Ende 2016 ein Ausdauermehrkampf ist.

### Stundenweltrekord
Die Rekordversuche für den Stundenweltrekord werden ebenfalls auf der Bahn durchgeführt. Es handelt sich um den Versuch, eine möglichst große Strecke alleine innerhalb von einer Stunde ohne Windschattengeber zu fahren. Nachdem viel mit aerodynamischen Rädern und Sitzpositionen experimentiert wurde, hat die UCI die Rekorde seit der Rekordfahrt von Eddy Merckx annulliert und Räder vorgeschrieben, die weitestgehend identisch mit dem damals verwendeten sind.

### Kurzstreckenweltrekord
Die höchste auf einer Radrennbahn bisher erzielte Geschwindigkeit eines Einzelfahrers ohne Windschattengeber beträgt über 80 km/h. Sie wurde im August 2025 von Matthew Richardson erzielt, der über 200 Meter mit fliegendem Start als erster Mensch unter 9,0 Sekunden blieb.